# あらなが輝
あらなが 輝（あらなが ひかる、5月17日 - ）は、日本の漫画家。女性。愛知県出身。既婚。
代表作は『漫画ばんがいち』に掲載された『HOG（エイチオージー）シズエくん』。

## 来歴
同人活動をメインに活動をしていたが、漫画作品の投稿をしようと成人雑誌を買いあさり、試しに真剣に描いた同人誌の中の作品に挑発的な言動があったことから、メディアックスの担当の怒りを買い、挑戦を受け、デビューした、という経緯がある。
代表作の『シズエくん』は本来1話限りの読み切りもので、元々はセーラー服物の作品を連載する予定であったが、規制のため、急遽代わりに連載することに決定したのだという。

## 作品リスト

### 単行本
※記載が無いものは「成人マーク」有り
- 『居候天国』 （1995年7月、メディアックス〈MDコミックス〉、ISBN 4-89613-311-0）
  - 『居候天国リクエスト版』 （2001年10月、メディアックス〈MDコミックス〉、ISBN 4-89613-462-1）
- 『DIY+α（Double edge comics special issue）』 （1997年1月、桜桃書房、ISBN 4-7567-0621-5）
- 『Archives』 （1997年12月、コアマガジン〈ホットミルクコミックス〉、ISBN 4-87734-160-9）
  - 『アーカイブス（改訂版）』 （2002年10月、大都社〈ダイトコミックス〉、ISBN 4-88653-749-9）
- 『エンゼル・キス』 （1999年10月、コアマガジン〈ホットミルクコミックス〉、ISBN 4-87734-299-0）
  - 『エンゼル・キス remix』 （2003年1月、大都社〈ダイトコミックス〉、ISBN 4-88653-758-8）
- 『HOG（エイチオージー）シズエくん』 （2000年4月、コアマガジン〈ホットミルクコミックス116〉、ISBN 4-87734-352-0）
上記の事情で連載されたアンドロイドメイドの登場するラブコメ。
- 『侭』 （2002年6月、大都社〈ダイトコミックス〉、ISBN 4-88653-739-1） ※「成人マーク」無し
- 『ちびっこ倶楽部』 （2004年9月14日発売[6]、松文館〈ダイヤモンドコミックス〉、ISBN 4-7901-1333-7）

### 読み切り・連載
- ねむれない夜はひつじを数える （漫画ばんがいち 1996年4月号、コアマガジン）
- 小さな頃から （漫画ばんがいち 1997年4月号）
- こんな友情あってもOK? （漫画ばんがいち 1997年6月号）
- DYNAMITE （漫画ばんがいち 1997年7月号）
- プールの幽霊 （漫画ばんがいち 1997年9月号）
- 大樹と少女 （漫画ばんがいち 1997年10月号）
- 彼女のけじめ （漫画ばんがいち 1997年11月号）
- 愛しい雪 （漫画ばんがいち 1998年1月号）
- あなたのために! （漫画ばんがいち 1998年2月号）
- 妹問題 （漫画ばんがいち 1998年3月号）
- 僕の騎士（ナイト）さま （漫画ばんがいち 1998年4月号）
- 初めての店番 （漫画ばんがいち 1998年6月号）
- HOG（エイチオージー）シズエくん （漫画ばんがいち 1998年5、7、8、12月号、1999年1、6、8、12月号、2000年1月号、番外篇：2000年3月号）
- 来る春 （漫画ばんがいち 2000年4月号）
- Delicate Kid （漫画ばんがいち 2000年7月号）
- The surfing utilizing method～サーフィン活用法～ （漫画ばんがいち 2001年4月号）

### その他
- DOOL ROOM （漫画ホットミルク 2000年1月号 - 2001年3月号、コアマガジン） - イラスト＆フィギュア製作にまつわるエッセイ